# Cake (2014)
Cake (Brasil: Cake - Uma Razão para Viver ) é um filme dirigido por Daniel Barnz sobre Claire Bennett, uma mulher traumatizada que sofre de dores crônicas. Estreou na seção de Apresentações Especiais do Festival Internacional de Cinema de Toronto de 2014. No Brasil, foi lançado pela California Filmes nos cinemas em 30 de abril de 2015.

## Elenco
- Jennifer Aniston - Claire Bennett
- Adriana Barraza - Silvana
- Anna Kendrick - Nina Collins
- Sam Worthington - Roy Collins
- Mamie Gummer - Bonnie
- Felicity Huffman - Annette
- William H. Macy - Leonard
- Chris Messina - Jason Bennett
- Lucy Punch - enfermeira Gayle
- Evan O'Toole - Casey Collins
- Britt Robertson - Becky
- Paula Cale - Carol
- Ashley Crow - Stephanie
- Manuel Garcia-Rulfo - Arturo
- Camille Guaty - Tina
- Allen Maldonado - Buddy
- Camille Mana - enfermeira Salazar
- Julio Oscar Mechoso - Dr. Mata
- Pepe Serna - Nuncio
- Misty Upham - Liz
- Rose Abdoo - Innocencia
- Alma Martinez - Irma

## Recepção
No agregador de críticas Rotten Tomatoes, que categoriza as opiniões apenas como positivas ou negativas, o filme tem um índice de aprovação de 48% calculado com base em 126 comentários dos críticos que é seguido do consenso: "Cake encontra Jennifer Aniston aproveitando ao máximo uma oportunidade atrasada de testar suas habilidades dramáticas, mas falta profundidade ou calor suficiente para recomendar a todos, exceto seus fãs mais fervorosos." Já no agregador Metacritic, com base em 38 opiniões de críticos que escrevem em maioria para a imprensa tradicional, o filme tem uma média aritmética ponderada de 49 entre 100, com a indicação de "críticas mistas ou médias".
Na estreia em Toronto, o elenco foi aplaudido de pé. As atuações de Jennifer Aniston e Adriana Barraza foram muito elogiadas por alguns críticos. Pete Hammond do Deadline descreveu o desempenho de Aniston como "dolorosamente bom ... Não há realmente nenhum truque para este desempenho. É cru e real, comovente e inesperado."